# Leduc—Wetaskiwin
Circonscription électorale fédérale du Canada
Leduc—Wetaskiwin est une circonscription électorale fédérale canadienne de l'Alberta située au centre de la province. Elle contient en particulier les villes de Beaumont, Leduc et Wetaskiwin. 
Elle est créée en 2023 d'une grande partie de l'ancienne circonscription d'Edmonton—Wetaskiwin, sauf sa partie nord près de la ville d'Edmonton, et de parties de Battle River—Crowfoot, Red Deer—Lacombe et Yellowhead.
Les circonscriptions limitrophes sont : 
- au nord : Edmonton Riverbend, Edmonton Gateway, Edmonton-Sud-Est et Sherwood Park—Fort Saskatchewan
- à l'est : Battle River—Crowfoot
- au sud : Ponoka—Didsbury
- à l'ouest : Yellowhead
- au nord-ouest : Parkland.

## Députés
| Législature                                                                                          | Années          | Député               | Parti | Parti                     |
| --- | --------------- | -------------------- | ----- | ------------------------- |
| Leduc—Wetaskiwin issue de Edmonton—Wetaskiwin, Battle River—Crowfoot, Red Deer—Lacombe et Yellowhead |                 |                      |       |                           |
| 45e                                                                                                  | 2025 – en cours | Député élu (à venir) |       | Parti politique (à venir) |